# Élections municipales et régionales néo-zélandaises de 2022
Les élections municipales et régionales néo-zélandaises de 2022 ont lieu le 8 octobre 2022 en Nouvelle-Zélande.